# تسويق صحي
يعتبر التسويق الصحي نهجًا جديدًا للصحة العامة التي تطبق مبادئ ونظريات التسوق التقليدية جنبًا إلى جنب مع الإستراتيجيات العلمية طب وقائي وتعزيز الحماية الصحية والوقاية الصحية. ويعد التسويق الصحي إحدى الطرق التي يتم من خلالها إحداث تطورات في المجال الطبي وخدمات الحماية الصحية مثل التأمين المعروف بشكل واسع.
وخير مثال على ذلك هو المثال القائم حاليًا في كينيا لتعزيز الختان بين المجتمعات التي لا تطبق الختان عادةً. وقد وثّق الباحثون الطبيون حديثًا أن الختان فعال بنسبة 65% في منع الإصابة بفيروس العوز المناعي البشري بين الرجال.
وستتبع إستراتيجية التسويق الإستراتيجيات الأربع"" للتسويق وهي:
- «المنتج» وهو هنا بمعنى إجراء العمليات الجراحية.
- «المكان» ويشير إلى إمكانية الوصول إلى هذا الإجراء.
- «التعزيز» ويشير إلى نشر الوعي وبالتالي يزداد الطلب.
- «السعر» ويشير إلى تكلفة الإجراء على سبيل المثال المال، والوقت، والسمعة، إلخ.

## دور وسائل الإعلام الاجتماعية في تسويق الرعاية الصحية
يمكن لشركات صناعة الدواء أن تستخدم وسائل الإعلام الاجتماعية للدعاية ولتسويق منتجاتها للمرضى والأطباء. كما يمكن للمستشفيات استخدام مواقع خدمة الشبكة الاجتماعية لتعزيز حملات الفحص الطبي، والتبرع بالدم، والتبرع بالأعضاء. وكمثال على ذلك مبادرة فيسبوك لتسجيل المزيد من المتبرعين بالأعضاء. ومن ثم، تثبت وسائل الإعلام الاجتماعية أنها نظام أساسي مثالي لتسويق الرعاية الصحية من وجهة نظر المستهلكين وكذلك الشركات المصنعة.